# Karl Krause
Karl Krause byl rakouský politik německé národnosti z Dolních Rakous, během revolučního roku 1848 poslanec Říšského sněmu.

## Biografie
Roku 1849 se Karl Krause uvádí jako majitel hospodářství v Trumau.
Během revolučního roku 1848 se zapojil do veřejného dění. Ve volbách roku 1848 byl zvolen i na ústavodárný Říšský sněm. Zastupoval volební obvod Baden. Tehdy se uváděl coby majitel hospodářství. Řadil se ke sněmovní levici.